# Seleuco II
Seleuco Callinico, detto Pogone (in greco antico: Σέλευκος Καλλίνικος Πώγων?, Séleukos Kallínikos Pógon; 265 a.C. – 226 a.C.), chiamato nella storiografia moderna Seleuco II, è stato un sovrano seleucide, figlio di Antioco II Teo, che governò dal 246 a.C. fino alla sua morte.
Venne proclamato re dalla madre, Laodice I, mentre i suoi sostenitori ad Antiochia assassinavano Berenice e il suo figlioletto. Tolomeo III, che era il fratello di Berenice e re d'Egitto, come rappresaglia, invase l'impero seleucide (terza guerra siriaca) e marciò vittoriosamente fino al Tigri e oltre. Ottenne la sottomissione delle province orientali dell'impero Seleucide, mentre la flotta egiziana conquistava le coste dell'Asia Minore. Seleuco riuscì a restare all'interno dell'Asia Minore. Quando Tolomeo tornò in Egitto, Seleuco riprese la Siria del nord e le vicine province dell'Iran.
Comunque, Antioco Ierace, fratello minore di Seleuco, divenne un suo rivale in Asia Minore, all'interno di una fazione, cui anche Laodice (madre o moglie) prese parte.
Durante la guerra dei fratelli, ad Ancyra, nel 235 a.C., Seleuco subì una sconfitta schiacciante e perdette tutta l'Asia Minore fino ai monti del Tauro in favore del fratello e di altri regni della penisola. Seleuco allora intraprese una anabasis per riprendere la Partia, ma l'operazione non ebbe successo. Secondo diverse fonti, venne addirittura preso prigioniero dal re di Partia. Altre fonti fanno menzione di una pace con Arsace I, che riconobbe la sua sovranità.
Nell'Asia Minore, Pergamo si stava facendo potente sotto il regno di Attalo I. Antioco Ierace, dopo un nuovo tentativo di prendere i domini del fratello quando stava perdendo i suoi, morì come fuggitivo in Tracia nel 227 a.C.
Circa un anno dopo, Seleuco morì cadendo da cavallo. Il suo successore fu suo figlio maggiore, Seleuco III Sotere Cerauno.

## Ascendenza
|                     |   |                       | Genitori              |  |  | Nonni |  |  | Bisnonni  |  |  | Trisnonni |  |
|                     |   |                       |                       |  |  |       |  |  | Seleuco I |  |  | Antioco   |  |
|                     |   |                       |                       |  |  |       |  |  | Seleuco I |  |  | Antioco   |  |
|                     |   | Laodice di Macedonia  |                       |  |  |       |  |  | Seleuco I |  |  |           |  |
| Antioco I           |   |                       |                       |  |  |       |  |  | Seleuco I |  |  |           |  |
|                     |   | Apama I               | Spitamene             |  |  |       |  |  |           |  |  |           |  |
|                     |   | Apama I               | Spitamene             |  |  |       |  |  |           |  |  |           |  |
|                     |   | Apama I               | …                     |  |  |       |  |  |           |  |  |           |  |
| Antioco II          |   | Apama I               |                       |  |  |       |  |  |           |  |  |           |  |
|                     |   | Demetrio I Poliorcete | Antigono I Monoftalmo |  |  |       |  |  |           |  |  |           |  |
|                     |   | Demetrio I Poliorcete | Antigono I Monoftalmo |  |  |       |  |  |           |  |  |           |  |
|                     |   | Demetrio I Poliorcete | Stratonice            |  |  |       |  |  |           |  |  |           |  |
| Stratonice di Siria |   | Demetrio I Poliorcete |                       |  |  |       |  |  |           |  |  |           |  |
|                     |   | Fila                  | Antipatro             |  |  |       |  |  |           |  |  |           |  |
|                     |   | Fila                  | Antipatro             |  |  |       |  |  |           |  |  |           |  |
|                     |   | Fila                  | …                     |  |  |       |  |  |           |  |  |           |  |
| Seleuco II          |   | Fila                  |                       |  |  |       |  |  |           |  |  |           |  |
|                     | … | …                     |                       |  |  |       |  |  |           |  |  |           |  |
|                     | … | …                     |                       |  |  |       |  |  |           |  |  |           |  |
|                     | … | …                     |                       |  |  |       |  |  |           |  |  |           |  |
| Andromaco           | … |                       |                       |  |  |       |  |  |           |  |  |           |  |
|                     |   | …                     | …                     |  |  |       |  |  |           |  |  |           |  |
|                     |   | …                     | …                     |  |  |       |  |  |           |  |  |           |  |
|                     |   | …                     | …                     |  |  |       |  |  |           |  |  |           |  |
| Laodice I           |   | …                     |                       |  |  |       |  |  |           |  |  |           |  |
|                     |   | …                     | …                     |  |  |       |  |  |           |  |  |           |  |
|                     |   | …                     | …                     |  |  |       |  |  |           |  |  |           |  |
|                     |   | …                     | …                     |  |  |       |  |  |           |  |  |           |  |
| …                   |   | …                     |                       |  |  |       |  |  |           |  |  |           |  |
|                     |   | …                     | …                     |  |  |       |  |  |           |  |  |           |  |
|                     |   | …                     | …                     |  |  |       |  |  |           |  |  |           |  |
|                     |   | …                     | …                     |  |  |       |  |  |           |  |  |           |  |
|                     |   | …                     |                       |  |  |       |  |  |           |  |  |           |  |